# The Black Halo
The Black Halo este cel de-al șaptelea album de studio lansat de formația americană Kamelot. Acesta a fost lansat pe 15 martie 2005, prin Steamhammer Records. Este un album conceptual inspirat din povestea lui Goethe, Faust. Continuă povestea începută în Epica (2003). Epica spune partea întâi a poveștii, iar The Black Halo spune partea a doua. (Faust are 2 părți). Pe The Black Halo mai cântă, în afară de Kamelot, Simone Simons (Epica), Shagrath (Dimmu Borgir), Jens Johansson (Stratovarius), și mulți alții.

## Listă melodii
Toate melodiile sunt scrise de Kamelot.
| Nr.            | Titlu                                                  | Durată |
| -------------- | ------------------------------------------------------ | ------ |
| 1.             | "March of Mephisto" (cu Shagrath)                      | 5:28   |
| 2.             | "When the Lights Are Down"                             | 3:41   |
| 3.             | "The Haunting (Somewhere in Time)" (cu Simone Simons)  | 5:40   |
| 4.             | "Soul Society"                                         | 4:17   |
| 5.             | "Interlude I: Dei Gratia"                              | 0:57   |
| 6.             | "Abandoned" (cu Mari Youngblood)                       | 4:07   |
| 7.             | "This Pain"                                            | 3:59   |
| 8.             | "Moonlight"                                            | 5:10   |
| 9.             | "Interlude II: Un Assassinio Molto Silenzioso"         | 0:40   |
| 10.            | "The Black Halo"                                       | 3:43   |
| 11.            | "Nothing Ever Dies"                                    | 4:45   |
| 12.            | "Memento Mori" (feat. Shagrath & Mari Youngblood)      | 8:54   |
| 13.            | "Interlude III: Midnight - Twelve Tolls for a New Day" | 1:21   |
| 14.            | "Serenade"                                             | 4:32   |
| Durată totală: | Durată totală:                                         | 58:41  |

## Personal

### Kamelot
- Roy Khan – vocalist
- Thomas Youngblood – chitară
- Glenn Barry – chitară bas
- Casey Grillo – baterie

### Invitați
- Clape și aranjamente orchestrale – Miro
- Chitare suplimentare – Sascha Paeth
- Solo de clapă pe "March of Mephisto" și "When the Lights Are Down" – Jens Johansson
- Mephisto pe "March of Mephisto" și "Memento Mori" – Shagrath
- Cântăreața de cabaret pe "Un Assassinio Molto Silenzioso" – Cinzia Rizzo
- Margareta pe "The Haunting" – Simone Simons
- Primarul din Gatesville – Geoff Rudd
- Helena în "Memento Mori" și "Abandoned" – Mari Youngblood
- Alena pe "Soul Society" – Annelise Youngblood
- D-bass pe "Abandoned" – Andre Neygenfind
- Oboi pe "Memento Mori" – Wolfgang Dietrich
- Orchestra Rodenberg
- Cor: Herbie Langhans, Amanda Somerville, Michael Rodenberg, Gerit Göbel, Thomas Rettke și Elisabeth Kjaernes